# SBT Internacional
SBT Internacional é um canal de televisão por assinatura do Grupo Silvio Santos voltado para brasileiros que vivem no exterior. O canal começou sendo transmitido para a Europa através do serviço BrasilPlay. O SBT começou suas transmissões internacionais em meados de agosto de 2020 nos Estados Unidos.
Em 2020, o SBT anunciou que começaria a transmitir uma programação internacional com os seguintes programas: Programa Silvio Santos, The Noite, Programa Eliana, Casos de Família, A Garota da Moto, Programa Raul Gil, Domingo Legal e Conexão Repórter, em parceria com a Dish Network, uma empresa norte-americana que transmite programas para vários países do mundo. Na época, a emissora também incluiu na programação algumas novelas, como As Aventuras de Poliana, Amor e Revolução e Vende-se um Véu de Noiva, além de alguns reprises como Máquina da Fama.
Em 2021, a emissora expandiu suas transmissões internacionais, fechando uma parceria com a operadora ZAP para uma transmissão em Angola e e Moçambique. Atualmente, a programação do SBT chega a 181 países.